# Preservation and Long-term Access through Networked Services
Planets-projektet (Preservation and Long-term Access through Networked Services) er et EU-projekt, som løber over fire år og har et samlet budget på godt 100 millioner danske kroner. Projektgruppen består af 16 nationale biblioteker, arkiver, universiteter og ledende teknologifirmaer i Europa. Fra Danmark deltager Statsbiblioteket og Det Kongelige Bibliotek. Projektet ser på de udfordringer, som bevaring af digitalt materiale giver. Behovet for at bevare digitalt indhold øges gradvist efterhånden som mere og mere af vores kulturarv og videnskabelige arv opbygges og gemmes online. Ændringer i software og hardware over tid betyder, at indholdet kan blive svært eller ligefrem umuligt at tilgå i fremtiden.
Fra 2010 vil Planets stille software til rådighed, som integrerer og automatiserer værktøjer og services til at støtte digital bevaring.

## Eksterne henviser
- Projektets hjemmeside
- Projektsamarbejde med andre EU-projekter om digital langtidsbevaring